# La Chapelle-aux-Brocs
La Chapelle-aux-Brocs – miejscowość i gmina we Francji, w regionie Nowa Akwitania, w departamencie Corrèze.
Według danych na rok 1990 gminę zamieszkiwało 345 osób, a gęstość zaludnienia wynosiła 69 osób/km² (wśród 747 gmin Limousin La Chapelle-aux-Brocs plasuje się na 328. miejscu pod względem liczby ludności, natomiast pod względem powierzchni na miejscu 645.).

## Populacja

Populacja La Chapelle-aux-Brocs w latach 1962–2008